# Совет государственной обороны
Совет государственной обороны (СГО) — верховная военно-руководящая инстанция в Российской империи в 1905—1909 годах, надведомственный и внеправительственный орган, призванный координировать деятельность военного и морского ведомств и согласовывать её с внешнеполитическим курсом государства. Был создан в самом конце русско-японской войны 1904—1905 годов, выявившей серьёзные недостатки в центральном управлении, организации, системе комплектования, боевой подготовке и техническом оснащении армии и флота.

## Создание Совета
СГО был создан 5 мая 1905 года рескриптом Николая II «О необходимости приступить к преобразованиям высшего управления военным ведомством» по инициативе дяди императора, профессионального военного, генерала от кавалерии и генерал-инспектора кавалерии русской армии великого князя Николая Николаевича. Последний был назначен на должность председателя СГО 8 июня 1905 года одновременно с утверждением «Положения о СГО».
Этому назначению председателя СГО предшествовали добровольные («по прошению») увольнения в отставку высших чинов морского ведомства генерал-адмирала великого князя Алексея Александровича и адмирала Ф. К. Авелана 2 июня 1905 года. В течение двух-трех недель последовали новые отставки и назначения высших военных и морских чинов: 21 июня был уволен с должности военного министра В. В. Сахаров и на его место назначен 20/22 июня управляющий Военным министерством А. Ф. Редигер; 29 июня на должность морского министра назначен А. А. Бирилёв.

… Совет государственной обороны оказывался органом, стоящим над всем правительственным аппаратом самодержавия, его председатель входил в кабинет, а затем в совет министров, все ведомства обязаны были представлять в СГО проекты всех предположений, министр иностранных дел был обязан согласовывать с СГО всякий дипломатический шаг правительства. Таким образом, в СГО решались как оборонные вопросы (как локального, технического уровня, так и стратегического масштаба), так и вопросы внешней и внутренней политики государства….

Совет имел права надведомственной организации. При нём была учреждена Высшая аттестационная комиссия, рассматривавшая кандидатов на должности командующих армиями, корпусами, дивизиями и отдельными бригадами. В дальнейшем Совет, под руководством Николая Николаевича, провёл пересмотр Положения о полевом управлении войсками и провел разработку нового устава (1908).

## «Положение о СГО»
8 июня 1905 года утверждено «Положение о СГО».
Согласно преамбуле Положения, СГО был создан специально для «объединения деятельности высшего военного и морского управления и согласования её с деятельностью других правительственных учреждений».
По правилам Положения СГО состоял из «постоянных членов» (назначенные по личному указу царя) и «непременных членов» (являющиеся членами ввиду высоких постов: военный и морской министры, министр иностранных дел, генерал-инспектора родов войск). Причем все решения СГО могли быть приняты и без участия «непременных членов».
Текущая работа СГО состояла из работы «Особых совещаний при СГО» (периодичность — раз в месяц-полтора, фактически занимались «проработкой» локально-технических вопросов) и непосредственно заседаний СГО, на которых выносились решения по вопросам.
При СГО образована канцелярия, которая работала постоянно. Заседания СГО собирались по мере надобности.
Исполнительной властью СГО не обладал. Утверждённые императором постановления СГО выполняли министры, к ведомствам которых они относились, а контроль за исполнением решений СГО так и не был налажен.

## Состав СГО в 1905 году
- «Непременные члены»: А. Ф. Редигер (военный министр, 1905—1909), Ф. Ф. Палицын (начальник ГУГШ, 1905—1908), А. А. Бирилев (морской министр, 1905—1907), А. Г. Нидермиллер (и. о. начальника Главного морского штаба, 1905—1906), О. К. Гриппенберг (генерал-инспектор пехоты, 1905—1906), великий князь Сергей Михайлович (генерал-инспектор артиллерии, 1905—1908), великий князь Константин Константинович (генерал-инспектор над военными училищами, 1905—1908), великий князь Пётр Николаевич (генерал-инспектор инженерных войск, 1905—1909);
- «Постоянные члены»: генералы Н. И. Гродеков (по 3 февраля 1906), М. А. Газенкампф, Н. П. Зарубаев (c 31.12.1905), Н. И. Иванов, С. Н. Мылов, К. К. Случевский, П. З. Костырко, Ф. В. Дубасов (председатель Морского технического комитета, 1905—1907).
- И. М. Диков (1906—1909), А. П. Вернандер (1907—1908), В. А. Сухомлинов (1908—1909).
- Начальник канцелярии СГО генерал А. А. Гулевич (21 июня 1905 — 9 октября 1908).

## Деятельность СГО
В армии СГО провёл ряд нововведений, способствовавших децентрализации управления и подчинения.
21 июня 1905 года вступило в силу новое «Положение о начальнике Генерального Штаба», согласно которому Генштаб под названием «Главное управление Генерального штаба» (ГУГШ) был выделен, по примеру Германии, в самостоятельный орган. По указу последний напрямую подчинялся царю (фактически выводился из подчинения военному министру, а на практике подчинялся бы главе СГО).
Великий князь Николай Николаевич добился выделения Генштаба из состава Военного министерства, при этом 25 июня 1905 года во главе Главного управления Генштаба был поставлен протеже великого князя, бывший начальник его штаба генерал Ф. Ф. Палицын.
Также в особое положение были поставлены генерал-инспекторы родов войск (фактически — великие князья). Они подчинялись напрямую царю и, наравне с военным министром, входили в СГО. В итоге этих перетасовок в военном управлении военное ведомство делилось на 6 независимых частей:
- Главное управление Генерального штаба (ГУГШ);
- генерал-инспекторы;
- военное министерство;
- военные округа;
- Высшая аттестационная комиссия (при СГО);
- Комитет по образованию войск.

Все это в целом увеличивало переписку в канцеляриях и тормозило исполнение распоряжений.
Из воспоминаний лидера фракции октябристов в III Государственной думе, председателя думской Комиссии по государственной обороне (КГО) А. И. Гучкова:

…В 1905 году были произведены чрезвычайно крупные перемены в высшем управлении армией. Высочайшим рескриптом от 5 мая 1905 г. на имя Великого Князя Николая Николаевича был образован постоянный Совет Государственной Обороны; высочайшим повелением от 25 июня 1905 г. было сформировано в Военном министерстве особое Главное Управление Генерального Штаба. Вот эти два учреждения и разделили власть Военного министра, обессилили и обезличили его. А рядом с ними была создана еще сеть новых учреждений…

6 октября 1907 года — группа генералов написала докладную записку на имя Николая II о вреде СГО..
27 мая 1908 года на общем заседании III Государственной думы по военной смете председатель КГО А. И. Гучков произносит речь, ставшую впоследствии одной из самых значительных речей в его политической карьере. В ней он неприкрыто раскритиковал верховное военное руководство страны, отметил тормозящую функцию СГО и безответственность великих князей. Председатель Думы Н. А. Хомяков после этого выступления прервал заседание, а глава фракции кадетов П. Н. Милюков воспринял её как угрозу для роспуска Думы.
26 июля 1908 года последовал Высочайший рескрипт на имя великого князя Николай Николаевича об отставке того от должности председателя СГО.
11 ноября 1908 года вышло новое положение о начальнике Генерального Штаба. 2 декабря 1908 года на эту должность вместо Ф. Ф. Палицына царём был назначен В. А. Сухомлинов. Принимая должность начальника ГУГШ, последний настоял на своём подчинении военному министру, считая необходимым единоначалие. С марта 1909 года В. А. Сухомлинов становится военном министром.
Остальные великие князья отстранялись от дел постепенно:
- в ноябре 1908 года отправлен со своего поста в отставку генерал-инспектор артиллерии великий князь Сергей Михайлович;
- в декабре 1908 года — управляющий военными училищами великий князь Константин Константинович;
- в январе 1909 года — генерал-инспектор инженерных войск великий князь Петр Николаевич.

Тем не менее, свертывание деятельности СГО растянулось на год. В первой половине 1909 года СГО (под формальным руководством и. о. председателя И. М. Дикова) провело ещё 12 заседаний.
Существует также мнение, что Совет государственной обороны был ликвидирован к лету 1909 года по причине того, что не был согласен с планами императора по строительству флота в ущерб армии.

Победив Совет Государственной обороны, моряки одолели главного противника широких планов военно-морского строительства, ибо Совет Министров не собирался становиться в оппозицию царю в этом вопросе.

В годы, когда в вооруженных силах Российской империи главенствовал СГО, были сокращены сроки действительной службы (в пехоте и полевой артиллерии с 5 до 3 лет, в других родах войск с 5 до 4 лет, на флоте с 7 до 5 лет); омоложён офицерский состав; улучшены быт солдат и матросов (питание и вещевое довольствие) и материальное положение офицеров и сверхсрочнослужащих.